# Davle
Davle är en köping i Tjeckien.   Den ligger i regionen Mellersta Böhmen, i den centrala delen av landet, 22 km söder om huvudstaden Prag. Davle ligger 211 meter över havet och antalet invånare är 1 176.
Terrängen runt Davle är varierad. Davle ligger nere i en dal. Runt Davle är det ganska tätbefolkat, med 90 invånare per kvadratkilometer. Närmaste större samhälle är Modřany, 13,2 km norr om Davle. I omgivningarna runt Davle växer i huvudsak blandskog.